# لوئیجی کارپاندا
لوئیجی کارپاندا (ایتالیایی: Luigi Carpaneda; ۲۸ نوامبر ۱۹۲۵ – ۱۴ دسامبر ۲۰۱۱) شمشیرباز اهل ایتالیا بود.
وی در مسابقات کشوری و بین‌المللی در مجموع برندهٔ ۲ مدال طلا، ۱ مدال نقره، ۱ مدال برنز شده‌است.